# Hanna Marusava
Hanna Marusava, född 8 januari 1978, är en belarusisk bågskytt. Hon deltog vid olympiska sommarspelen 2000, olympiska sommarspelen 2004 och olympiska sommarspelen 2020.